# Leichtathletik-Juniorenweltmeisterschaften 2012
Die 14. Leichtathletik-Juniorenweltmeisterschaften fanden vom 10. bis 15. Juli 2012 im Estadi Olímpic Lluís Companys in Barcelona statt. Medaillen wurden in 44 Disziplinen, jeweils 22 für Männer und Frauen, vergeben. Insgesamt waren 1856 Athleten aus 180 Ländern für die Wettkämpfe gemeldet.

## Männer

### 100 m
| Platz | Athlet            | Land | Zeit (s) |
| ----- | ----------------- | ---- | -------- |
| 1     | Adam Gemili       | GBR  | 10,05    |
| 2     | Aaron Ernest      | USA  | 10,17    |
| 3     | Odean Skeen       | JAM  | 10,28    |
| 4     | Tyreek Hill       | USA  | 10,29    |
| 5     | Jazeel Murphy     | JAM  | 10,29    |
| 6     | Chijindu Ujah     | GBR  | 10,39    |
| 7     | Carlos Nascimento | POR  | 10,41    |
| 8     | Xie Zhenye        | CHN  | 10,59    |

Teilnehmer aus deutschsprachigen Ländern:
Im Halbfinale ausgeschieden:
Patrick Domogala  GER, 10,55
Im Vorlauf ausgeschieden:
Robert Polkowski  GER, 10,68

### 200 m
| Platz | Athlet          | Land | Zeit (s) |
| ----- | --------------- | ---- | -------- |
| 1     | Delano Williams | TCA  | 20,48    |
| 2     | Aaron Ernest    | USA  | 20,53    |
| 3     | Tyreek Hill     | USA  | 20,54    |
| 4     | Karol Zalewski  | POL  | 20,54    |
| 5     | Zhenye Xie      | CHN  | 20,66    |
| 6     | David Bolarinwa | GBR  | 20,69    |
| 7     | Teray Smith     | BAH  | 20,99    |
| 8     | Julian Forte    | JAM  | 21,00    |

Teilnehmer aus deutschsprachigen Ländern:
Im Halbfinale ausgeschieden:
Patrick Domogala  GER, 21,58
Im Vorlauf ausgeschieden:
Simon Schütz  GER, 21,47
Silvan Sicki  SUI, 21,81

### 400 m
| Platz | Athlet           | Land | Zeit (s) |
| ----- | ---------------- | ---- | -------- |
| 1     | Luguelín Santos  | DOM  | 44,85    |
| 2     | Arman Hall       | USA  | 45,39    |
| 3     | Steven Solomon   | AUS  | 45,52    |
| 3     | Aldrich Bailey   | USA  | 45,52    |
| 5     | Machel Cedenio   | TRI  | 46,17    |
| 6     | Alphas Kishoyian | KEN  | 46,19    |
| 7     | Boniface Mweresa | KEN  | 46,50    |
| 8     | Nikita Uglow     | RUS  | 46,61    |

### 800 m
| Platz | Athlet               | Land | Zeit (min) |
| ----- | -------------------- | ---- | ---------- |
| 1     | Nijel Amos           | BOT  | 1:43,79    |
| 2     | Timothy Kitum        | KEN  | 1:44,56    |
| 3     | Edwin Kiplagat Melly | KEN  | 1:44,79    |
| 4     | Wesley Vázquez       | PRI  | 1:45,29    |
| 5     | Mark English         | IRL  | 1:46,02    |
| 6     | Brandon McBride      | CAN  | 1:46,07    |
| 7     | Mohamed Belbachir    | ALG  | 1:46,70    |
| 8     | Dennis Krüger        | GER  | 1:46,92    |

Weitere Teilnehmer aus deutschsprachigen Ländern, die im Halbfinale ausgeschieden:
Kevin Stadler  GER, 1:52,23
Nikolaus Franzmair  AUT, 1:49,71
Dominik Stadlmann  AUT, 1:52,43

### 1500 m
| Platz | Athlet                    | Land | Zeit (min) |
| ----- | ------------------------- | ---- | ---------- |
| 1     | Hamza Driouch             | QAT  | 3:39,04    |
| 2     | Hillary Cheruiyot Ngetich | KEN  | 3:40,39    |
| 3     | Abdelhadi Labäli          | MAR  | 3:40,60    |
| 4     | Mohammed Abid             | MAR  | 3:41,63    |
| 5     | Teklit Teweldebrhan       | ERI  | 3:42;63    |
| 6     | Dominic Mutuku Mutili     | KEN  | 3:42,79    |
| 7     | Carlos Díaz               | CHI  | 3:44,02    |
| 8     | Yenew Tebikew             | ETH  | 3:44,02    |

Teilnehmer aus deutschsprachigen Ländern, die im Vorlauf ausschieden:
Fabian Brunswig  GER, 3:48,72
Julius Lawnik  GER, 3:49,51

### 5000 m
| Platz | Athlet               | Land | Zeit (min) |
| ----- | -------------------- | ---- | ---------- |
| 1     | Muktar Edris         | ETH  | 13:38,95   |
| 2     | Abrar Osman Adem     | ERI  | 13:40,52   |
| 2     | Wiliam Malel Sitnoik | KEN  | 13:40,52   |
| 4     | Younès Essalhi       | MAR  | 13:41,69   |
| 5     | Tsegaye Mekonnen     | ETH  | 13:44,43   |
| 6     | Phillip Kipyeko      | UGA  | 13:45,52   |
| 7     | Moses Kurong         | UGA  | 13:52,96   |
| 8     | Moses Mukono Letoyie | KEN  | 13:56,60   |

### 10.000 m
| Platz | Athlet                    | Land | Zeit (min)  |
| ----- | ------------------------- | ---- | ----------- |
| 1     | Yigrem Demelash           | ETH  | 28:16,07 PB |
| 2     | Philemon Kipchilis Cheboi | KEN  | 28:23,98 PB |
| 3     | Geoffrey Kipkorir Kirui   | KEN  | 28:30,47    |
| 4     | Kinde Atanaw              | ETH  | 28:53,02    |
| 5     | Moses Kurong              | UGA  | 29:06,87    |
| 6     | Kenta Murayama            | JPN  | 29:40,56    |
| 7     | Ken Yokote                | JPN  | 29:41,81 SB |
| 8     | Rahul Kumar Pal           | IND  | 29:42,15 PB |

Teilnehmer aus deutschsprachigen Ländern:
Platz 18: Jonas Koller  GER, 31:42,81

### 10 km Gehen
| Platz | Athlet           | Land | Zeit (min)   |
| ----- | ---------------- | ---- | ------------ |
| 1     | Éider Arévalo    | COL  | 40:09,74 WJL |
| 2     | Aleksandr Ivanov | RUS  | 40:12,90 PB  |
| 3     | Su Guanyu        | CHN  | 40:16,87 PB  |
| 4     | Takumi Saito     | JPN  | 40:19,10 NJ  |
| 5     | Álvaro Martín    | ESP  | 40:35,52 PB  |
| 6     | Jesús Tadeo Vega | MEX  | 41:05,59 PB  |
| 7     | Nils Brembach    | GER  | 41:19,12     |
| 8     | Igor Liaschenko  | UKR  | 41:21,60 SB  |

### 110 m Hürden
| Platz | Athlet           | Land | Zeit (s) |
| ----- | ---------------- | ---- | -------- |
| 1     | Yordan O’Farrill | CUB  | 13,18 CR |
| 2     | Nicholas Hough   | AUS  | 13,27 AJ |
| 3     | Wilhem Belocian  | FRA  | 13,29 NJ |
| 4     | James Gladman    | GBR  | 13,37    |
| 5     | Jussi Kanervo    | FIN  | 13,62    |
| 6     | Dondre Echols    | USA  | 13,71    |
| 7     | Shinya Tanaka    | JPN  | 13,72    |
| 8     | Chu Pengfei      | CHN  | 13,77    |

Teilnehmer aus deutschsprachigen Ländern:
Im Halbfinale ausgeschieden:
Jonas Christen  GER, 13,76
Im Vorlauf ausgeschieden:
Sebastian Barth  GER, 13,97
Sebastian Kapferer  AUT, 14,21

### 400 m Hürden
| Platz | Athlet                 | Land | Zeit (s)  |
| ----- | ---------------------- | ---- | --------- |
| 1     | Eric Futch             | USA  | 50;24 WJL |
| 2     | Takahiro Matsumoto     | JPN  | 50:41 PB  |
| 3     | Ibrahim Mohammed Saleh | KSA  | 50:47 PB  |
| 4     | Javarn Gallimore       | JAM  | 50:49     |
| 5     | Felix Franz            | GER  | 50:80     |
| 6     | Oskari Mörö            | FIN  | 50:80 PB  |
| 7     | Timofei Tschaly        | RUS  | 51,17     |
| 8     | Mitja Lindic           | SLO  | 51,26     |

Weitere Teilnehmer aus deutschsprachigen Ländern, die im Halbfinale ausgeschieden:
Max Scheible  GER, 51,41 PB
Thomas Kain  AUT, 51,51 PB

### 3000 m Hindernis
| Platz | Athlet                  | Land | Zeit (min) |
| ----- | ----------------------- | ---- | ---------- |
| 1     | Conseslus Kipruto       | KEN  | 8:06,10 CR |
| 2     | Gilbert Kiplangat Kirui | KEN  | 8:19,94    |
| 3     | Hicham Sigueni          | MAR  | 8:30,14    |
| 4     | Jaouad Chemlal          | MAR  | 8:30,92    |
| 5     | Bilal Tabti             | ALG  | 8:32,08 NJ |
| 6     | Weynay Ghebresilasie    | ERI  | 8:33,87    |
| 7     | Meresa Kahsay           | ETH  | 8:36,14    |
| 8     | Ahmed Mohammed Burhan   | KSA  | 8:36,14 PB |

Teilnehmer aus deutschsprachigen Ländern, die im Vorlauf ausschieden:
Konstantin Wedel  GER, 9:05,64
Christoph Graf  SUI, 9:16,31

### 4 × 100 m Staffel
| Platz | Land                   | Athleten                                                            | Zeit (s)    |
| ----- | ---------------------- | ------------------------------------------------------------------- | ----------- |
| 1     | Vereinigte Staaten     | Tyreek Hill Aldrich Bailey Arthur Delaney Aaron Ernest              | 38,67 (WJL) |
| 2     | Jamaika                | Tyquendo Tracey Odane Skeen Jevaughn Minzie Jazeel Murphy           | 38,97 (NJ)  |
| 3     | Japan                  | Kazuma Oseta Akiyuki Hashimoto Asuka Cambridge Kazuki Kanamori      | 39,02       |
| 4     | Polen                  | Kamil Bijowski Przemysław Słowikowski Karol Zalewski Adam Jablonski | 39,47       |
| 5     | Australien             | Ben Jaworski Hugh Donovan Nicholas Hough Matthew Bertacco           | 39,59       |
| 6     | Bahamas                | Blake Bartlett Teray Smith Shane Jones Stephen Newbold              | 39,74       |
| 7     | Brasilien              | Leandro de Araújo Yuri Monteiro Renato dos Santos Rodrigo Rocha     | 39,75       |
|       | Vereinigtes Königreich | Emmanuel Stephens Chijindu Ujah David Bolarinwa Adam Gemili         | DNF         |

Teilnehmer aus deutschsprachigen Ländern, die im Vorlauf ausschieden:
Robert Polkowski, Patrick Domogala, Maximilian Ruth, Jonas Lohman  GER, 40,08 SB
Brahian Peña, Yanier Bello, Silvan Wicki, Bastien Mouthon  SUI, DSQ

### 4 × 400 m Staffel
| Platz | Land                | Athleten                                                                          | Zeit (min)  |
| ----- | ------------------- | --------------------------------------------------------------------------------- | ----------- |
| 1     | Vereinigte Staaten  | Quincy Downing Aldrich Bailey Chidi Okezie Arman Hall                             | 3:03,99 WJL |
| 2     | Polen               | Karol Zalewski Rafał Smoleń Piotr Kuśnierz Patryk Dobek                           | 3:05,05 NJ  |
| 3     | Trinidad und Tobago | Asa Guevara Jereem Richards Brandon Benjamin Machel Cedenio                       | 3:06,32     |
| 4     | Australien          | Jarryd Buchan Jay Meaney Max Waldron Steven Solomon                               | 3:06,58 SB  |
| 5     | Jamaika             | Shavon Barnes Javon Francis Lennox Williams Jermaine Fyffe                        | 3:07,31 SB  |
| 6     | Saudi-Arabien       | Ibrahim Mohammed Saleh Abdullah Ahmed Abkar Bandar Atiyah Kaabi Atiah Al Barakati | 3:09,26     |
| 7     | Japan               | Naohiro Yokoyama Kenta Kimura Shota Kozuma Kazushi Kimura                         | 3:09,67     |
|       | Italien             | Vito Incantalupo Marco Lorenzi Davide Re Michele Tricca                           | DSQ         |

Teilnehmer aus deutschsprachigen Ländern, die im Vorlauf ausschieden:
Tobias Lange, Lukas Schmitz, Bennet Steudel, David Brücher  GER, 3:08,82 min SB

### Hochsprung
| Platz | Athlet               | Land | Höhe (m) |
| ----- | -------------------- | ---- | -------- |
| 1     | Andrej Tschuryla     | BLR  | 2,24     |
| 2     | Falk Wendrich        | GER  | 2,24     |
| 3     | Ryan Ingraham        | BAH  | 2,24     |
| 4     | Dmitry Kroytor       | ISR  | 2,21     |
| 5     | Ilja Iwanjuk         | RUS  | 2,21     |
| 6     | Brandon Starc        | AUS  | 2,17     |
| 7     | M. Milan Dissanayake | SRI  | 2,17     |
| 8     | Péter Bakosi         | HUN  | 2,13     |

### Stabhochsprung
| Platz | Athlet                   | Land | Höche (m) |
| ----- | ------------------------ | ---- | --------- |
| 1     | Thiago Braz da Silva     | BRA  | 5,55 NJ   |
| 2     | Ivan Horvat              | CRO  | 5,55      |
| 3     | Shawnacy Barber († 2024) | CAN  | 5,55 NJ   |
| 4     | Didac Salas              | ESP  | 5,50      |
| 5     | Robert Renner            | SLO  | 5,40      |
| 6     | Melker Svärd Jacobsson   | SWE  | 5,35 PB   |
| 7     | Thibault Boisseau        | FRA  | 5,30 PB   |
| 8     | Nikita Kirillov          | USA  | 5,30      |

Teilnehmer aus deutschsprachigen Ländern:
Platz 9: Jonas Efferoth  GER, 5,20 PB
Platz 12: Lukas Hallanzy  GER, 5,10

### Weitsprung
| Platz | Athlet             | Land | Weite (m) |
| ----- | ------------------ | ---- | --------- |
| 1     | Sergei Morgunow    | RUS  | 8,09      |
| 2     | Andreas Trajkovski | DEN  | 7,82 NJR  |
| 3     | Jarrion Lawson     | USA  | 7,64      |
| 4     | Huang Haibing      | CHN  | 7,64      |
| 5     | Stephan Hartmann   | GER  | 7,54      |
| 6     | Elliot Safo        | GBR  | 7,51      |
| 7     | Lin Qing           | CHN  | 7,49      |
| 8     | Frederik Thomsen   | DEN  | 7,36      |

Weiterer Teilnehmer aus deutschsprachigen Ländern, der in der Qualifikation ausgeschied:
Manuel Leitner  AUT, 7,26

### Dreisprung
| Platz | Athlet               | Land | Weite (m) |
| ----- | -------------------- | ---- | --------- |
| 1     | Pedro Pichardo       | CUB  | 16,79 WJL |
| 2     | Artem Primak         | RUS  | 16,60     |
| 3     | Latario Collie-Minns | BAH  | 16,37     |
| 4     | Georgi Zonow         | BUL  | 16,10     |
| 5     | Henrique da Silva    | BRA  | 16,04     |
| 6     | Lascha Gulelauri     | GEO  | 16,00     |
| 7     | Fu Haitao            | CHN  | 15,93     |
| 8     | Nikólaos Tsiókos     | GRE  | 15,91     |

### Kugelstoßen
| Platz | Athlet               | Land | Weite (m) |
| ----- | -------------------- | ---- | --------- |
| 1     | Jacko Gill           | NZL  | 22,20 CR  |
| 2     | Krzysztof Brzozowski | POL  | 21,78 NJR |
| 3     | Damien Birkinhead    | AUS  | 21,14 NJR |
| 4     | Arttu Kangas         | FIN  | 19,85     |
| 5     | Mesud Pezer          | BIH  | 19,83     |
| 6     | Li Jun               | CHN  | 19,72     |
| 7     | Bodo Göder           | GER  | 19,70     |
| 8     | Alejandro Noguera    | ESP  | 19,55     |

Weiterer Teilnehmer aus deutschsprachigen Ländern, der in der Qualifikation ausgeschied:
Jan Josef Jeuschede  GER, 18,52

### Diskuswurf
| Platz | Athlet           | Land | Weite (m) |
| ----- | ---------------- | ---- | --------- |
| 1     | Fedrick Dacres   | JAM  | 62,80 PB  |
| 2     | Wojciech Praczyk | POL  | 62,75     |
| 3     | Gerhard de Beer  | RSA  | 61,57     |
| 4     | Wiktor Butenko   | RUS  | 61,48     |
| 5     | Felipe Lorenzon  | BRA  | 61,18 PB  |
| 6     | Jordan Young     | CAN  | 60,44     |
| 7     | Dalton Rowan     | USA  | 59,31     |
| 8     | Nicholas Percy   | GBR  | 57,79     |

Teilnehmer aus deutschsprachigen Ländern:
Platz 10: Sebastian Scheffel  GER, 56,77
In der Qualifikation ausgeschieden:
Philipp van Dijck  GER, 54,42

### Hammerwurf
| Platz | Athlet                 | Land | Weite (m) |
| ----- | ---------------------- | ---- | --------- |
| 1     | Ashraf Amgad el-Seify  | QAT  | 85,57 JWR |
| 2     | Bence Pásztor          | HUN  | 76,74     |
| 3     | Suhrob Xoʻjayev        | UZB  | 76,16 PB  |
| 4     | Alexandros Poursanidis | CYP  | 76,05     |
| 5     | Igor Buryi             | RUS  | 75,83 PB  |
| 6     | Ilmari Lahtinen        | FIN  | 75,26 NJ  |
| 7     | Juho Saarikoski        | FIN  | 74,89 PB  |
| 8     | Waleri Pronkin         | RUS  | 74,51     |

Teilnehmer aus deutschsprachigen Ländern, die in der Qualifikation ausgeschieden:
Simon Lang  GER, 64,98
Bastian Abend  GER, 67,83

### Speerwurf
| Platz | Athlet           | Land | Weite (m) |
| ----- | ---------------- | ---- | --------- |
| 1     | Keshorn Walcott  | TRI  | 78,64     |
| 2     | Braian Toledo    | ARG  | 77.09     |
| 3     | Morné Moolman    | RSA  | 76,29 PB  |
| 4     | Bernhard Seifert | GER  | 75,84 SB  |
| 5     | Intars Išejevs   | LAT  | 74,12     |
| 6     | Joni Karvinen    | FIN  | 70,90     |
| 7     | Luke Cann        | AUS  | 70,15     |
| 8     | William White    | AUS  | 69,62     |

Weiterer Teilnehmer aus deutschsprachigen Ländern, der in der Qualifikation ausgeschied:
Markus Kosok  GER, 68,22

### Zehnkampf
| Platz | Athlet             | Land | Punkte   |
| ----- | ------------------ | ---- | -------- |
| 1     | Gunnar Nixon       | USA  | 8018 WJL |
| 2     | Jake Stein         | AUS  | 7951 AJ  |
| 3     | Tim Dekker         | NED  | 7815 PB  |
| 4     | Cedric Dubler      | AUS  | 7588 PB  |
| 5     | Karl Robert Saluri | EST  | 7583 NJ  |
| 6     | Manuel A. González | CUB  | 7513     |
| 7     | Ruben Gado         | FRA  | 7498 PB  |
| 8     | Lukas Schmitz      | GER  | 7444 PB  |

Weitere Teilnehmer aus deutschsprachigen Ländern:
Platz 9: Tim Nowak  GER, 7356 PB
Platz 10: Luca Di Tizo  SUI, 7302 PB
Platz 21: Benjamin Gföhler  SUI, 6690

## Frauen

### 100 m
| Platz | Athletin            | Land | Zeit (s)  |
| ----- | ------------------- | ---- | --------- |
| 1     | Anthonique Strachan | BAH  | 11,20 WJL |
| 2     | Nimet Karakuş       | TUR  | 11,36     |
| 3     | Tamiris de Liz      | BRA  | 11,45     |
| 4     | Khamica Bingham     | CAN  | 11,46 PB  |
| 5     | Jennifer Madu       | USA  | 11,52     |
| 6     | Sophie Papps        | GBR  | 11,54     |
| 7     | Fany Chalas         | DOM  | 11,58     |
| 8     | Ida Mayer           | GER  | 11,59     |

Weitere Teilnehmerinnen aus deutschsprachigen Ländern:
Im Halbfinale ausgeschieden:
Rosalie Tschann  AUT, 11,87
Im Vorlauf ausgeschieden:
Katharina Grompe  GER, 12.06

### 200 m
| Platz | Athletin            | Land | Zeit (s)     |
| ----- | ------------------- | ---- | ------------ |
| 1     | Anthonique Strachan | BAH  | 22,53 CR WJL |
| 2     | Olivia Ekpone       | USA  | 23,15 PB     |
| 2     | Dezerea Bryant      | USA  | 23,15        |
| 4     | Desirèe Henry       | GBR  | 23,34        |
| 5     | Janet Amponsah      | GHA  | 23,41 PB     |
| 6     | Imke Vervaet        | BEL  | 23,41 PB     |
| 7     | Dina Asher-Smith    | GBR  | 23,50 PB     |
| 8     | Shericka Jackson    | JAM  | 23,53        |

Teilnehmerinnen aus deutschsprachigen Ländern:
Im Halbfinale ausgeschieden:
Gina Lückenkemper  GER, 23,99
Rosalie Tschann  AUT, 24,50
Im Vorlauf ausgeschieden:
Anna-Lena Freese  GER, 24,78
Charlène Keller  SUI, 24,72
Sara Atcho  SUI, 24,72

### 400 m
| Platz | Athletin          | Land | Zeit (s)  |
| ----- | ----------------- | ---- | --------- |
| 1     | Ashley Spencer    | USA  | 50,50 CR  |
| 2     | Kadecia Baird     | GUY  | 51.04 AJR |
| 3     | Erika Rücker      | USA  | 51,10 PB  |
| 4     | Shaunae Miller    | BAH  | 51,78     |
| 5     | Justine Palframan | RSA  | 51,87 NJR |
| 6     | Bianca Răzor      | ROU  | 52,20 SB  |
| 7     | Chrisann Gordon   | JAM  | 52,31 SB  |
| 8     | Olivia James      | JAM  | 52,68 SB  |

Teilnehmerinnen aus deutschsprachigen Ländern:
Im Halbfinale ausgeschieden:
Maike Schachtschneider  GER, 54,49
Simone Werner  SUI, 55,85
Im Vorlauf ausgeschieden:
Carina Schrempf  AUT, 54,73 PB
Ines Futterknecht  AUT, 55,16

### 800 m
| Platz | Athletin              | Land | Zeit (min) |
| ----- | --------------------- | ---- | ---------- |
| 1     | Ajeé Wilson           | USA  | 2:00,91 PB |
| 2     | Jessica Judd          | GBR  | 2:00,96 PB |
| 3     | Manal el-Bahraoui     | MAR  | 2:03,09    |
| 4     | Aníta Hinriksdóttir   | ISL  | 2:03,23    |
| 5     | Sonja Mosler          | GER  | 2:04,07    |
| 6     | Emily Dudgeon         | GBR  | 2:04,68    |
| 7     | Anastassija Tkatschuk | UKR  | 2:04,92    |
| 8     | Winnie Nanyondo       | UGA  | 2:07,23    |

Weitere Teilnehmerin aus deutschsprachigen Ländern, die im Halbfinale ausgeschied:
Christine Gees  GER, 2:04,58 PB

### 1500 m
| Platz | Athletin         | Land | Zeit (min)     |
| ----- | ---------------- | ---- | -------------- |
| 1     | Faith Kipyegon   | KEN  | 4:04,96 CR     |
| 2     | Amela Terzić     | SER  | 4:07,59 PB, NR |
| 3     | Senbere Teferi   | ETH  | 4:08,28 PB     |
| 4     | Nancy Chepkwemoi | KEN  | 4:09,72        |
| 5     | Jessica Judd     | GBR  | 3:09,93 PB     |
| 6     | Mary Cain        | USA  | 4:11,01 PB     |
| 7     | Alem Embaye      | ETH  | 4:12,92 PB     |
| 8     | Jennifer Walsh   | GBR  | 4:12,96 PB     |

Teilnehmerinnen aus deutschsprachigen Ländern, die im Vorlauf ausschieden:
Caterina Granz  GER, 4:21,25 PB
Andrina Schläpfer  SUI, 4:22,29 PB

### 3000 m
| Platz | Athletin                  | Land | Zeit (min) |
| ----- | ------------------------- | ---- | ---------- |
| 1     | Mercy Chebwogen           | KEN  | 9:08,88 PB |
| 2     | Hiwot Gebrekidan          | ETH  | 9:09,27 PB |
| 3     | Emelia Gorecka            | GBR  | 9:09,43 PB |
| 4     | Haftamnesh Tesfaye        | ETH  | 9:10,02    |
| 5     | Brillian Jopkrir Kipkoech | KEN  | 9:14,32    |
| 6     | Aisling Cuffe             | USA  | 9:19,95    |
| 7     | Rebekah Greene            | NZL  | 9:21,23 PB |
| 8     | Miyuki Uehara             | JPN  | 9:21,81    |

### 5000 m
| Platz | Athletin                    | Land | Zeit (s)    |
| ----- | --------------------------- | ---- | ----------- |
| 1     | Buze Diriba                 | ETH  | 15:32,94    |
| 2     | Ruti Aga                    | ETH  | 15:32,95 PB |
| 3     | Agnes Jebet Tirop           | KEN  | 15:36,74 PB |
| 4     | Cayla Hatton                | USA  | 15:50,32 PB |
| 5     | Caroline Chepkoech Kipkirui | KEN  | 15:58,10    |
| 6     | Alena Kudashkina            | RUS  | 16:05,64    |
| 7     | Monica Madalina Florea      | ROU  | 16:08,07 PB |
| 8     | Allison Woodward            | USA  | 16:08,29 PB |

### 10 km Gehen
| Platz | Athletin             | Land | Zeit (min)  |
| ----- | -------------------- | ---- | ----------- |
| 1     | Jekaterina Medvedeva | RUS  | 45:41,74    |
| 2     | Nadeschda Leontjewa  | RUS  | 45:43,64 PB |
| 3     | Sandra Arenas        | COL  | 45:44,46    |
| 4     | Liudmyla Olianovska  | UKR  | 45:53,50 PB |
| 5     | Mao Yanxue           | CHN  | 46:10,60 PB |
| 6     | Anežka Drahotová     | CZE  | 46:29,95 PB |
| 7     | Alejandra Ortega     | MEX  | 47:03,42 PB |
| 8     | Nozomi Yagi          | JPN  | 47:04,92 PB |

### 100 m Hürden
| Platz | Athletin             | Land | Zeit (s) |
| ----- | -------------------- | ---- | -------- |
| 1     | Morgan Snow          | USA  | 13,38    |
| 2     | Noemi Zbären         | SUI  | 13,43    |
| 3     | Jekaterina Bljoskina | RUS  | 13,51    |
| 4     | Franziska Hofmann    | GER  | 13,54    |
| 5     | Michelle Jenneke     | AUS  | 13,54    |
| 6     | Jonna Berghem        | FIN  | 13,56 PB |
| 7     | Wang Dou             | CHN  | 13,58    |
| 8     | Dior Hall            | USA  | DQ       |

Weitere Teilnehmerinnen aus deutschsprachigen Ländern:
Im Halbfinale ausgeschieden:
Alexandra Burghardt  GER, 14,07
Im Vorlauf ausgeschieden:
Eva Wimberger  AUT, 14,11 PB

### 400 m Hürden
| Platz | Athletin              | Land | Zeit (s)  |
| ----- | --------------------- | ---- | --------- |
| 1     | Janieve Russell       | JAM  | 56,62 WJL |
| 2     | Aurélie Chaboudez     | FRA  | 57,14 NJR |
| 3     | Kaila Barber          | USA  | 57,63     |
| 4     | Olena Kolesnytschenko | UKR  | 58,10     |
| 5     | Kübra Sesli           | TUR  | 58,35     |
| 6     | Vilde J. Svortevik    | NOR  | 58,45     |
| 7     | Taylor Farquhar       | CAN  | 58,77     |
| 8     | Shamier Little        | USA  | DNF       |

Teilnehmerin aus deutschsprachigen Ländern, die im Halbfinale ausgeschied:
Christine Salterberg  GER, 57,96

### 3000 m Hindernis
| Platz | Athletin        | Land | Zeit (min)  |
| ----- | --------------- | ---- | ----------- |
| 1     | Daisy Jepkemei  | KEN  | 9:47,22 WJL |
| 2     | Tejinesh Gebisa | ETH  | 9:50,51 PB  |
| 3     | Stella Rutto    | KEN  | 9:50,58 PB  |
| 4     | Jewdokia Bukina | RUS  | 9:56,46 NJ  |
| 5     | Brianna Nerud   | USA  | 10:00,72 NJ |
| 6     | Maya Rehberg    | GER  | 10:03,09 PB |
| 7     | Oona Kettunen   | FIN  | 10:03,15 PB |
| 8     | Elena Pănăeţ    | ROU  | 10:19,34 PB |

Weitere Teilnehmerin aus deutschsprachigen Ländern, die im Vorlauf ausschied:
Cornelia Griesche  GER, 10:36,38

### 4 × 100 m Staffel
| Platz | Land                   | Athletinnen                                                        | Zeit (s)  |
| ----- | ---------------------- | ------------------------------------------------------------------ | --------- |
| 1     | Vereinigte Staaten     | Morgan Snow Dezerea Bryant Jennifer Madu Shayla Sanders            | 43,89 WJL |
| 2     | Deutschland            | Alexandra Burghardt Ida Mayer Katharina Grompe Jessie Maduka       | 44,24 SB  |
| 3     | Brasilien              | Camila de Souza Tamiris de Liz Nathalia da Rosa Jéssica dos Reis   | 44,29 SB  |
| 4     | Polen                  | Zuzanna Kalinowska Katarzyna Sokólska Angelika Stepien Kamila Ciba | 44,95 SB  |
| 5     | Belgien                | Orphée Depuydt Camille Laus Imke Vervaet Justien Grillet           | 45,12     |
| 6     | Niederlande            | Miquella Lobo Tessa van Schagen Naomi Sedney Marloes Duijn         | 45,22     |
| 7     | Nigeria                | Josephine Ada Omaka Wisdom Isoken Goodness Thomas Stephanie Kalu   | DNF       |
| 8     | Vereinigtes Königreich | Dina Asher-Smith Rachel Johncock Desirèe Henry Sophie Papps        | DSQ       |

Weitere Teilnehmerinnen aus deutschsprachigen Ländern, die im Vorlauf ausschieden:
Nora Frey, Sara Atcho, Charlène Keller, Samantha Dagry  SUI, 45,61

### 4 × 400 m Staffel
| Platz | Land               | Athletinnen                                                                       | Zeit (min)  |
| ----- | ------------------ | --------------------------------------------------------------------------------- | ----------- |
| 1     | Vereinigte Staaten | Erika Rücker Olivia Ekpone Kendall Baisden Ashley Spencer                         | 3:30,01 WJL |
| 2     | Jamaika            | Sandrae Farquharson Olivia James Shericka Jackson Janieve Russell                 | 3:32,97 SB  |
| 3     | Russland           | Jana Glotowa Alina Galizkaja Julija Koltatschchina Jekaterina Renschina           | 3:36,42     |
| 4     | Ukraine            | Oksana Ralko Kateryna Sljusarenko Wiktorija Tkatschuk Anastassija Tkatschuk       | 3:37,02     |
| 5     | Deutschland        | Maike Schachtschneider Lea Madlen Meyer Anna-Sophie Bellerich Sonja Mosler        | 3:37,23 SB  |
| 6     | Kanada             | Alexandra Courtnall Devan Wiebe Julia Zrinyi Sage Watson                          | 3:37,84     |
| 7     | Polen              | Agnieszka Karczmarczyk Patrycja Wyciszkiewicz Małgorzata Curyło Martyna Dąbrowska | 3:37,90 SB  |
| 8     | Australien         | Abbey de la Motte Ella Solin Tessa Consedine Morgan Mitchell                      | 3:38,84 SB  |

### Hochsprung
| Platz | Athletin              | Land | Höhe (m) |
| ----- | --------------------- | ---- | -------- |
| 1     | Alessia Trost         | ITA  | 1,91     |
| 2     | Lissa Labiche         | SEY  | 1,88 NJ  |
| 3     | Marija Kutschina      | RUS  | 1,88     |
| 4     | Alexandra Plaza       | GER  | 1,88 PB  |
| 5     | Dior Delophont        | FRA  | 1,85     |
| 6     | Melina Brenner        | GER  | 1,85     |
| 7     | Iryna Heraschtschenko | UKR  | 1,85     |
| 8     | Jeanelle Scheper      | LCA  | 1,82     |

### Stabhochsprung
| Platz | Athletin           | Land | Höhe (m) |
| ----- | ------------------ | ---- | -------- |
| 1     | Angelica Bengtsson | SWE  | 4,50 CR  |
| 2     | Liz Parnov         | AUS  | 4,30     |
| 3     | Roberta Bruni      | ITA  | 4,20     |
| 4     | Kira Grünberg      | AUT  | 4,15 NJ  |
| 4     | Anjuli Knäsche     | GER  | 4,15     |
| 6     | Emily Grove        | USA  | 4,15     |
| 7     | Alissa Söderberg   | SWE  | 4,15     |
| 8     | Xu Huiqin          | CHN  | 4.05     |

Weitere Teilnehmerin aus deutschsprachigen Ländern, die in der Qualifikation ausgeschied:
Jasmine Moser  SUI, NM

### Weitsprung
| Platz | Athletin                  | Land | Weite (m) |
| ----- | ------------------------- | ---- | --------- |
| 1     | Katarina Johnson-Thompson | GBR  | 6,81      |
| 2     | Lena Malkus               | GER  | 6,80      |
| 3     | Jazmin Sawyers            | GBR  | 6,67 WYL  |
| 4     | Chanica Porter            | JAM  | 6,58 NJR  |
| 5     | Alina Rotaru              | ROU  | 6,52      |
| 6     | Jéssica dos Reis          | BRA  | 6,51      |
| 7     | Brooke Stratton           | AUS  | 6,42      |
| 8     | Maryna Bech               | UKR  | 6,35      |

Weitere Teilnehmerin aus deutschsprachigen Ländern, die in der Qualifikation ausgeschied:
Malaika Mihambo  GER, 6,15

### Dreisprung
| Platz | Athletin              | Land | Weite (m)     |
| ----- | --------------------- | ---- | ------------- |
| 1     | Ana Peleteiro         | ESP  | 14,17 WJL NJR |
| 2     | Dovilė Dzindzaletaitė | LIT  | 14,17 WJL NR  |
| 3     | Liuba Zaldívar        | CUB  | 13,90         |
| 4     | Hanna Aleksandrowa    | UKR  | 13,48         |
| 5     | Chen Mudan            | CHN  | 13,42         |
| 6     | Ciarra Brewer         | USA  | 13,38         |
| 7     | Yekaterina Sarıyeva   | AZE  | 13,33         |
| 8     | Ottavia Cestonaro     | ITA  | 13,29         |

Teilnehmerin aus deutschsprachigen Ländern, die in der Qualifikation ausgeschied:
Sabrina Mickenautsch  GER, 12,84

### Kugelstoßen
| Platz | Athletin          | Land | Weite (m) |
| ----- | ----------------- | ---- | --------- |
| 1     | Shanice Craft     | GER  | 17,15 WJL |
| 2     | Gao Yang          | CHN  | 16,57     |
| 3     | Bian Ka           | CHN  | 16,48     |
| 4     | Christina Hillman | USA  | 16,27     |
| 5     | Natalja Tronewa   | RUS  | 16,18     |
| 6     | Sophie McKinna    | GBR  | 15,98     |
| 7     | Torie Owers       | USA  | 15,88     |
| 8     | Emel Dereli       | TUR  | 15,88     |

### Diskuswurf
| Platz | Athletin         | Land | Weite (m) |
| ----- | ---------------- | ---- | --------- |
| 1     | Anna Rüh         | GER  | 62,38     |
| 2     | Shanice Craft    | GER  | 60,42     |
| 3     | Shelbi Vaughan   | USA  | 60,07     |
| 4     | Siositina Hakeai | NZL  | 56,17 NJ  |
| 5     | Gu Siyu          | CHN  | 55,78     |
| 6     | Subenrat Insaeng | THA  | 54,47     |
| 7     | Krisztina Váradi | HUN  | 51,44 SB  |
| 8     | Alex Collatz     | USA  | 49,28     |

### Hammerwurf
| Platz | Athletin            | Land | Weite (m) |
| ----- | ------------------- | ---- | --------- |
| 1     | Alexandra Tavernier | FRA  | 70,62 CR  |
| 2     | Alexia Sedykh       | FRA  | 67,34     |
| 3     | Alena Nawahrodskaja | BLR  | 67,13 PB  |
| 4     | Julia Ratcliffe     | NZL  | 67,00 AJ  |
| 5     | Iliana Korosidou    | GRE  | 63,32 PB  |
| 6     | Luo Na              | CHN  | 63,19     |
| 7     | Eva Reinders        | NED  | 61,63     |
| 8     | Réka Gyurátz        | HUN  | 60,88     |

### Speerwurf
| Platz | Athletin          | Land | Weite (m)    |
| ----- | ----------------- | ---- | ------------ |
| 1     | Sofi Flink        | SWE  | 61,40 WJL NR |
| 2     | Liu Shiying       | CHN  | 59,20 PB     |
| 3     | Marija Vučenović  | SER  | 57,12 PB     |
| 4     | Lismania Muñoz    | CUB  | 54,97        |
| 5     | Karolina Boldysz  | POL  | 54,95        |
| 6     | Ismaray Armentero | CUB  | 54,54        |
| 7     | Christin Hussong  | GER  | 53,20        |
| 8     | Liveta Jasiūnaitė | LIT  | 53,00        |

Weitere Teilnehmerinnen aus deutschsprachigen Ländern, die in der Qualifikation ausgeschieden:
Charlotte Müller  GER, 50,30
Salina Fässler  SUI, 49,95 PB
Nathalie Meier  SUI, 47,82

### Siebenkampf
| Platz | Athletin           | Land | Punkte   |
| ----- | ------------------ | ---- | -------- |
| 1     | Yorgelis Rodríguez | CUB  | 5966     |
| 2     | Xénia Krizsán      | HUN  | 5957 PB  |
| 3     | Tamara de Sousa    | BRA  | 5900 AJR |
| 4     | Sofia Linde        | SWE  | 5872 PB  |
| 5     | Portia Bing        | NZL  | 5653 PB  |
| 6     | Lucia Mokrášová    | SVK  | 5610 PB  |
| 7     | Wang Qingling      | CHN  | 5598     |
| 8     | Kendell Williams   | USA  | 5578 PB  |

Teilnehmerinnen aus deutschsprachigen Ländern:
Platz 16 Tanila Mayer  SUI, 5320 Punkte (PB)
Ivona Dadic  AUT, DNF
Elodie Jakob  SUI, DNF

## Abkürzungen
- WR = Weltrekord
- WU20R = U20-Weltrekord
- OR = olympischer Rekord
- YOR = olympischer Jugendrekord
- AR = Kontinentalrekord
- AU20R = U20-Kontinentalrekord
- NR = nationaler Rekord
- NU20R = nationaler U20-Rekord
- CR = Meisterschaftsrekord
- MR = Veranstaltungsrekord
- WB = Weltbestleistung
- WU20B = U20-Weltbestleistung
- WU18B = U18-Weltbestleistung
- AB = Kontinentalbestleistung
- AU20B = U20-Kontinentalbestleistung
- AU18B = U18-Kontinentalbestleistung
- NB = nationale Bestleistung
- NU20B = nationale U20-Bestleistung
- NU18B = nationale U18-Bestleistung
- PB = persönliche Bestleistung
- SB = persönliche Saisonbestleistung
- QB = Qualifikationsbestleistung
- WL = Weltjahresbestleistung
- WU20L = U20-Weltjahresbestleistung
- WU18L = U18-Weltjahresbestleistung
- DSQ = disqualifiziert (engl. Disqualified)
- DNS = Wettkampf nicht angetreten (engl. Did Not Start)
- DNF = Wettkampf nicht beendet (engl. Did Not Finish)

## Medaillenspiegel
| Medaillenspiegel (Endstand nach 44 Entscheidungen) | Medaillenspiegel (Endstand nach 44 Entscheidungen) | Medaillenspiegel (Endstand nach 44 Entscheidungen) | Medaillenspiegel (Endstand nach 44 Entscheidungen) | Medaillenspiegel (Endstand nach 44 Entscheidungen) | Medaillenspiegel (Endstand nach 44 Entscheidungen) |
| Platz                                              | Land                                               | Gold                                               | Silber                                             | Bronze                                             | Gesamt                                             |
| -------------------------------------------------- | -------------------------------------------------- | -------------------------------------------------- | -------------------------------------------------- | -------------------------------------------------- | -------------------------------------------------- |
| 01                                                 | Vereinigte Staaten                                 | 9                                                  | 4                                                  | 7                                                  | 20                                                 |
| 02                                                 | Kenia                                              | 4                                                  | 4                                                  | 5                                                  | 13                                                 |
| 03                                                 | Äthiopien                                          | 3                                                  | 3                                                  | 1                                                  | 7                                                  |
| 04                                                 | Kuba                                               | 3                                                  | 0                                                  | 2                                                  | 5                                                  |
| 05                                                 | Deutschland                                        | 2                                                  | 4                                                  | 0                                                  | 6                                                  |
| 06                                                 | Russland                                           | 2                                                  | 3                                                  | 3                                                  | 8                                                  |
| 07                                                 | Jamaika                                            | 2                                                  | 2                                                  | 1                                                  | 5                                                  |
| 08                                                 | Vereinigtes Königreich                             | 2                                                  | 1                                                  | 2                                                  | 5                                                  |
| 09                                                 | Bahamas                                            | 2                                                  | 0                                                  | 2                                                  | 4                                                  |
| 10                                                 | Katar                                              | 2                                                  | 0                                                  | 0                                                  | 2                                                  |
| 10                                                 | Schweden                                           | 2                                                  | 0                                                  | 0                                                  | 2                                                  |
| 12                                                 | Frankreich                                         | 1                                                  | 2                                                  | 1                                                  | 4                                                  |
| 13                                                 | Brasilien                                          | 1                                                  | 0                                                  | 3                                                  | 4                                                  |
| 14                                                 | Belarus                                            | 1                                                  | 0                                                  | 1                                                  | 2                                                  |
| 14                                                 | Kolumbien                                          | 1                                                  | 0                                                  | 1                                                  | 2                                                  |
| 14                                                 | Italien                                            | 1                                                  | 0                                                  | 1                                                  | 2                                                  |
| 14                                                 | Trinidad und Tobago                                | 1                                                  | 0                                                  | 1                                                  | 2                                                  |
| 18                                                 | Botswana                                           | 1                                                  | 0                                                  | 0                                                  | 1                                                  |
| 18                                                 | Dominikanische Republik                            | 1                                                  | 0                                                  | 0                                                  | 1                                                  |
| 18                                                 | Neuseeland                                         | 1                                                  | 0                                                  | 0                                                  | 1                                                  |
| 18                                                 | Spanien                                            | 1                                                  | 0                                                  | 0                                                  | 1                                                  |
| 18                                                 | Turks- und Caicosinseln                            | 1                                                  | 0                                                  | 0                                                  | 1                                                  |
| 23                                                 | Australien                                         | 0                                                  | 3                                                  | 2                                                  | 5                                                  |
| 24                                                 | Polen                                              | 0                                                  | 3                                                  | 0                                                  | 3                                                  |
| 25                                                 | Volksrepublik China                                | 0                                                  | 2                                                  | 1                                                  | 4                                                  |
| 26                                                 | Ungarn                                             | 0                                                  | 2                                                  | 0                                                  | 2                                                  |
| 27                                                 | Japan                                              | 0                                                  | 1                                                  | 1                                                  | 2                                                  |
| 27                                                 | Serbien                                            | 0                                                  | 1                                                  | 1                                                  | 2                                                  |
| 29                                                 | Argentinien                                        | 0                                                  | 1                                                  | 0                                                  | 1                                                  |
| 29                                                 | Kroatien                                           | 0                                                  | 1                                                  | 0                                                  | 1                                                  |
| 29                                                 | Dänemark                                           | 0                                                  | 1                                                  | 0                                                  | 1                                                  |
| 29                                                 | Eritrea                                            | 0                                                  | 1                                                  | 0                                                  | 1                                                  |
| 29                                                 | Guyana                                             | 0                                                  | 1                                                  | 0                                                  | 1                                                  |
| 29                                                 | Litauen                                            | 0                                                  | 1                                                  | 0                                                  | 1                                                  |
| 29                                                 | Seychellen                                         | 0                                                  | 1                                                  | 0                                                  | 1                                                  |
| 29                                                 | Schweiz                                            | 0                                                  | 1                                                  | 0                                                  | 1                                                  |
| 29                                                 | Türkei                                             | 0                                                  | 1                                                  | 0                                                  | 1                                                  |
| 38                                                 | Marokko                                            | 0                                                  | 0                                                  | 3                                                  | 3                                                  |
| 39                                                 | Südafrika                                          | 0                                                  | 0                                                  | 2                                                  | 2                                                  |
| 40                                                 | Kanada                                             | 0                                                  | 0                                                  | 1                                                  | 1                                                  |
| 40                                                 | Niederlande                                        | 0                                                  | 0                                                  | 1                                                  | 1                                                  |
| 40                                                 | Saudi-Arabien                                      | 0                                                  | 0                                                  | 1                                                  | 1                                                  |
| 40                                                 | Usbekistan                                         | 0                                                  | 0                                                  | 1                                                  | 1                                                  |
| Gesamt                                             | Gesamt                                             | 44                                                 | 44                                                 | 45                                                 | 133                                                |